# Breme (cognome)
Breme è un cognome di lingua italiana.

## Varianti
Di Breme.

## Origine e diffusione
Cognome tipicamente settentrionale, è presente prevalentemente in Piemonte e Lombardia.
Potrebbe derivare dal toponimo Breme. Potrebbe presentare affinità con i cognomi Brambati, Brambilla e Brambini.

## Persone
- Stefano Breme – ciclista italiano